# Bandryggig gärdsmyg
Bandryggig gärdsmyg (Campylorhynchus zonatus) är en fågel i familjen gärdsmygar inom ordningen tättingar.

## Utseende och läte
Bandryggig gärdsmyg är en stor (16,5 cm) gärdsmyg med brungrå hjässa, svart nacke och resten av ovansidan kraftigt bandad i svart, vit och gulbrunt. Den är vit med svarta fläckar på bröst och strupe och buken är kanelfärgad. Ungfåglar har mattare ovansida och mer beige undertill. Lätet är ett kort, raspigt "zek" medan sången är en blandning av torra tjattrande och gurglande läten.

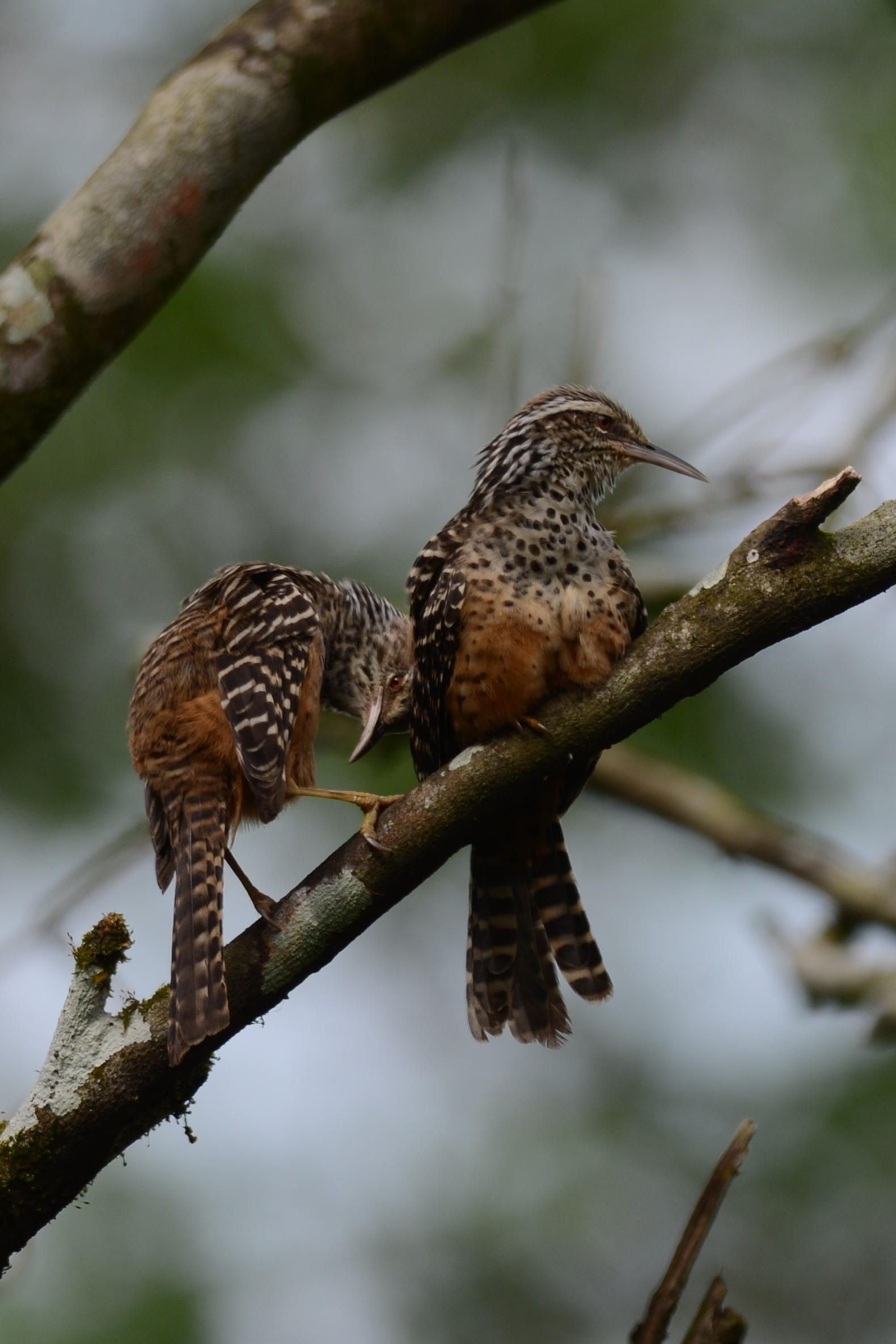

## Utbredning och systematik
Bandryggig gärdsmyg förekommer i fem skilda områden, tre i Centralamerika och två i Sydamerika. Den delas in i sju underarter med följande utbredning:
- Campylorhynchus zonatus zonatus – östra Mexiko
- Campylorhynchus zonatus restrictus – södra Mexiko (södra Veracruz och norra Oaxaca) till Belize och Guatemala
- Campylorhynchus zonatus vulcanius – södra Mexiko (Chiapas) till centrala Nicaragua
- Campylorhynchus zonatus costaricensis – västra Costa Rica och nordvästra Panama
- Campylorhynchus zonatus panamensis – västra Panama (Veraguas)
- Campylorhynchus zonatus curvirostris – norra Colombia
- Campylorhynchus zonatus brevirostris – norra Colombia och nordvästra Ecuador

Ofta urskiljs ytterligare en underart, imparilis, med utbredning i låglänta delar av norra Colombia, medan panamensis inkluderas i costaricensis.

## Levnadssätt
Bandryggig gärdsmyg påträffas i öppen skog, buskmarker och lundar intill bebyggelse från havsnivån upp till 1700 meters höjd. Den födosöker aktivt i familjegrupper om fyra till tolv fåglar på jakt efter insekter, spindlar och andra ryggradslösa djur. 

### Häckning
Bandryggig gärdsmyg bygger ett stort, klotformat bo med en bred sidoingång och placerar det två till 30 meter upp i en buske eller ett träd, ofta gömd bland ananasväxter. Honan ruvar ensam de tre till fem äggen i två veckor, varefter ungarna är flygga efter ytterligare två veckor. Efter häckningen sover familjer tillsammans i liknande bon.

## Status och hot
Arten har ett stort utbredningsområde och en stor population med stabil utveckling och tros inte vara utsatt för något substantiellt hot. Utifrån dessa kriterier kategoriserar internationella naturvårdsunionen IUCN arten som livskraftig (LC).